# 1230 (szám)
Az 1230 (római számmal: MCCXXX) az 1229 és 1231 között található természetes szám.

## A szám a matematikában
A tízes számrendszerbeli 1230-as a kettes számrendszerben 10011001110, a nyolcas számrendszerben 2316, a tizenhatos számrendszerben 4CE alakban írható fel.
Az 1230 páros szám, összetett szám. Kanonikus alakja 21 · 31 · 51 · 411, normálalakban az 1,23 · 103 szorzattal írható fel. Tizenhat osztója van a természetes számok halmazán, ezek növekvő sorrendben: 1, 2, 3, 5, 6, 10, 15, 30, 41, 82, 123, 205, 246, 410, 615 és 1230.
Az 1230 egyetlen szám valódiosztó-összegeként áll elő, ez az 1229².

## Csillagászat
- 1230 Riceia kisbolygó